# Strobilanthes tomentosa
Strobilanthes tomentosa är en akantusväxtart som först beskrevs av Christian Gottfried Daniel Nees von Esenbeck, och fick sitt nu gällande namn av John Richard Ironside Wood. Strobilanthes tomentosa ingår i släktet Strobilanthes och familjen akantusväxter. Inga underarter finns listade i Catalogue of Life.